# Imaginární jednotka

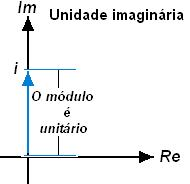
Imaginární jednotka na číselné ose.

Jako imaginární jednotka se v matematice označuje číslo značené {\displaystyle \mathrm {i} } (někdy též {\displaystyle \mathrm {j} } nebo 𝕚), které rozšiřuje obor reálných čísel ℝ na obor čísel komplexních ℂ. Po tomto rozšíření existuje řešení libovolné polynomiální rovnice f(x) = 0.
V reálných číslech některé takové rovnice řešení nemají, konkrétně např. rovnice x² + 1 = 0. Pokud je k množině reálných čísel přidán nový prvek {\displaystyle \mathrm {i} }, který tuto rovnici řeší, algebraickým uzávěrem takto vzniklé množiny je právě množina komplexních čísel, ve kterých má řešení už každá polynomiální rovnice.
V oboru elektrotechniky je často imaginární jednotka označována jako {\displaystyle \mathrm {j} } místo {\displaystyle \mathrm {i} }, protože {\displaystyle \mathrm {i} } se běžně používá pro označení okamžité hodnoty elektrického proudu.

## Definice
Podle definice imaginární jednotka {\displaystyle \mathrm {i} } je řešením rovnice
x2 = −1
Operace s reálnými čísly lze rozšířit na imaginární a komplexní čísla tak, že při manipulaci s výrazem zacházíme s {\displaystyle \mathrm {i} } jako s neznámou veličinou a použijeme tuto definici k tomu, abychom nahradili všechny výskyty {\displaystyle \mathrm {i} ^{2}} číslem −1.

## i a −i
Výše uvedená rovnice má ve skutečnosti dvě různá řešení která jsou aditivně inverzní. Přesněji, pokud řekneme, že řešením rovnice je {\displaystyle \mathrm {i} }, je také řešením této rovnice {\displaystyle -\mathrm {i} }   {\displaystyle (\neq \mathrm {i} )}. Protože výše uvedená rovnice je jedinou definicí {\displaystyle \mathrm {i} }, je zřejmé, že tato definice je nejednoznačná. Tuto nejednoznačnost odstraníme tak, že vybereme a zafixujeme jako řešení výše uvedené rovnice „pozitivní {\displaystyle \mathrm {i} }“.

## Značení odmocninou
Imaginární jednotka se někdy zapisuje jako {\displaystyle i={\sqrt {-1}}}. Toto značení není zcela formálně korektní, protože komplexní čísla nemají na rozdíl od reálných úplné uspořádání, a tudíž nelze takovou odmocninu definovat jednoznačně. Nicméně i přesto se používá, protože intuitivně odpovídá postupu řešení kvadratické rovnice se záporným diskriminantem. Je třeba dát pozor při manipulaci s těmito odmocninami: Při aplikaci pravidel platících pro odmocniny z kladných reálných čísel na celý obor reálných čísel můžeme dostat špatný výsledek:
{\displaystyle -1=\mathrm {i} \cdot \mathrm {i} ={\sqrt {-1}}\cdot {\sqrt {-1}}\neq {\sqrt {(-1)\cdot (-1)}}={\sqrt {1}}=1}
Kalkulační pravidlo
{\displaystyle {\sqrt {a}}\cdot {\sqrt {b}}={\sqrt {a\cdot b}}}
je v oboru reálných čísel platné, pokud a ≥ 0 nebo b ≥ 0. Nemůžeme ho tedy použít, pokud jsou obě čísla záporná.
Můžeme ho však použít pro výpočet odmocniny ze záporného čísla, např. druhou odmocninu z čísla -4 vypočteme jako:
{\displaystyle {\sqrt {-4}}={\sqrt {4\cdot (-1)}}={\sqrt {4}}\cdot {\sqrt {-1}}=2\mathrm {i} }
Abychom se vyhnuli chybám při manipulaci s komplexními čísly, je lépe nepoužívat záporná čísla pod odmocninou.

## Mocniny i
Mocniny {\displaystyle \mathrm {i} } se cyklicky opakují:
{\displaystyle \mathrm {i} ^{0}=1}
{\displaystyle \mathrm {i} ^{1}=\mathrm {i} }
{\displaystyle \mathrm {i} ^{2}=-1}
{\displaystyle \mathrm {i} ^{3}=-\mathrm {i} }
{\displaystyle \mathrm {i} ^{4}=1}
{\displaystyle \mathrm {i} ^{5}=\mathrm {i} }
{\displaystyle \mathrm {i} ^{6}=-1}
To lze vyjádřit matematickým vzorcem, kde n je libovolné celé číslo:
{\displaystyle \mathrm {i} ^{4n}=1}
{\displaystyle \mathrm {i} ^{4n+1}=\mathrm {i} }
{\displaystyle \mathrm {i} ^{4n+2}=-1}
{\displaystyle \mathrm {i} ^{4n+3}=-\mathrm {i} }

## i a Eulerův vzorec
Vezmeme Eulerův vzorec {\displaystyle e^{\mathrm {i} x}=\cos x+\mathrm {i} \sin x}, a dosazením {\displaystyle \pi /2} za {\displaystyle x} dostaneme
{\displaystyle e^{\mathrm {i} \pi /2}=\mathrm {i} }
Jestliže obě strany umocníme na {\displaystyle \mathrm {i} }, a využijeme {\displaystyle \mathrm {i} ^{2}=-1}, získáme následující rovnost:
{\displaystyle \mathrm {i} ^{\mathrm {i} }=e^{-\pi /2}=0{,}207\,875\,763\dots }
Ve skutečnosti je snadné určit, že {\displaystyle \mathrm {i} ^{\mathrm {i} }} má nekonečný počet řešení ve tvaru
{\displaystyle \mathrm {i} ^{\mathrm {i} }=e^{-\pi /2+2\pi N}}
Z  Eulerova vzorce lze dosazením {\displaystyle \pi } za {\displaystyle x} odvodit Eulerovu identitu
{\displaystyle e^{\mathrm {i} \pi }+1=0}.
V Gaussově rovině imaginární jednotku představuje číslo [0;1].
Každé komplexní číslo lze zapsat (v tzv. algebraickém tvaru) ve tvaru {\displaystyle a+\mathrm {i} b}, kde {\displaystyle a} a {\displaystyle b} jsou reálná čísla.